# 34 Dywizja Piechoty (USA)
34 Dywizja Piechoty (ang. 34th Infantry Division) – związek taktyczny Armii USA.

## Formowanie i walki
Dywizja została sformowana po raz pierwszy w październiku 1917 lecz nie zdążyła dotrzeć na front przed zakończeniem I wojny światowej i została rozwiązana w grudniu 1918. Utworzona ponownie 10 lutego 1941, wzięła czynny udział w II wojnie światowej. W listopadzie 1942 wylądowała pod Algierem w trakcie operacji Torch i walczyła w Afryce Północnej do maja 1943. We wrześniu 1943 wylądowała we Włoszech pod Salerno. W styczniu i lutym 1944 brała udział w bitwie o Monte Cassino. 25 marca wylądowała pod Anzio i brała udział w obronie przyczółka do ofensywy rozpoczętej 23 maja 1944, następnie wzięła udział w zajęciu Rzymu. Do końca wojny walczyła w północnych Włoszech. Wróciła do Stanów Zjednoczonych w listopadzie 1945 i została rozwiązana.
W latach 1946–1963 ponownie istniała jako jednostka Gwardii Narodowej USA ze stanów Minnesota i Iowa. 10 lutego 1991, w 50. rocznicę utworzenia dywizji podczas II wojny światowej, została utworzona ponownie jako czynna dywizja piechoty.

## Przypisy

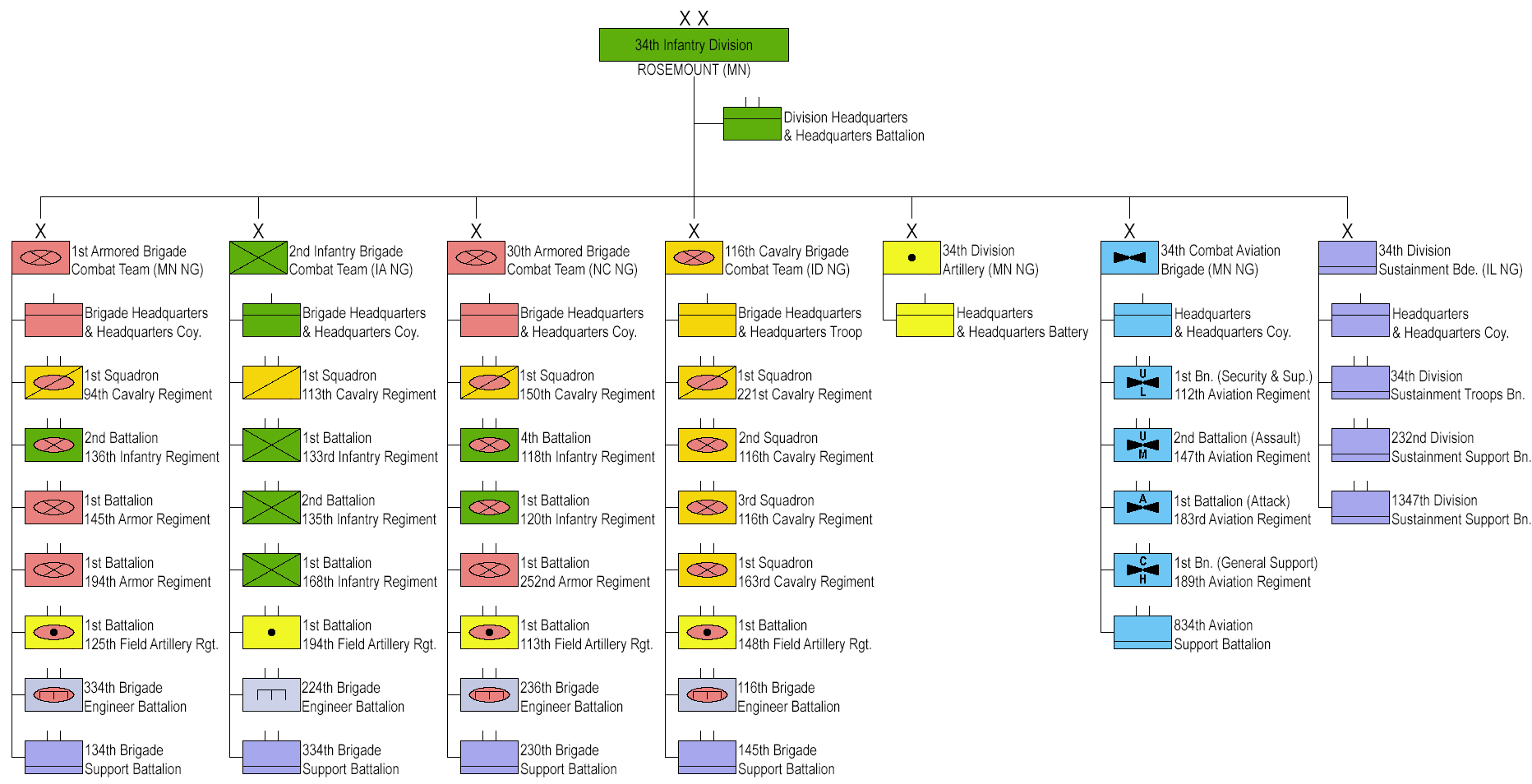
Schemat organizacyjny